# Dave à l'Olympia
Albums de Dave
Refait un tour
(2007)
Dave à l'Olympia est un album en concert de Dave enregistré en public au théâtre de l'Olympia et sorti au cours de l'année 1977. Les arrangements, l'orchestration et la direction musicale furent confiés à Guy Mattéoni.

## Chansons
- L'amour fera le reste (Lavezzi, Pace, Avogadro, Loiseau)
- Tant qu'il y aura... (Loiseau, Matteoni)
- Le Marchand de rêves (Loiseau, Millet)
- Ton départ (Newman, Loiseau)
- Mon cœur est malade (Loiseau, Batt)
- Hurlevent (Loiseau, Cywie, Stern)
- Dansez maintenant (Parish, Glenn Miller, Loiseau)
- Heureusement que la musique est là (Loiseau, Didier Barbelivien)
- Derrière un sourire (Chinn, Chapman, Loiseau)
- La Décision (Jay, Johannes Brahms, Farian, Loiseau)
- Du côté de chez Swann (Loiseau, Cywie)
- Vanina (Crook, Shannon, Loiseau)

## Certification
L'album est certifié disque d'or avec plus de 125 000 ventes. 